# EVolution
 For alternative betydninger, se Evolution (flertydig). (Se også artikler, som begynder med Evolution)
EVolution er et forskningsprojekt støttet af Europa-Kommissionen under det 7. rammeprogram som en del af "European Green
Cars Initiative". Forskningsprojekt blev oprettet 1. oktober 2012 med en varighed på 4 år. Formålet med projektet er at udvikle nye bæredygtige materialer, som signifikant reducerer vægten på næste generation af hybrid og elektriske biler.
Projektet koordineres af den danske professor, ph.d. Jesper de Claville Christiansen ved Aalborg Universitet og koordineres teknisk af det italienske bilfirma Pininfarina.